# 고유섭
고유섭(高裕燮, 1905년 2월 2일~1944년 6월 25일)은 일제강점기의 동양고고미술사학자 겸 저술가 및 수필가이자 전문학교 교수로, 호(號)는 우현(又玄)이며, 대한제국 경기 인천 부내면 용리 출생이다.
고유섭은 비록 무종교자이기는 하나, 의외로 불교적인 미술사에 있어서 일찍이 유물 유적의 탐구의 중요성을 깨닫고 유물 유적지와 명승 고적 답사로써 한국의 사찰 및 탑파를 찾아 연구하였으며, 그곳에서 우리 한민족의 전통성을 찾으려고 하였다.
대한제국 경기도 인천부 부내면 용리(현재의 대한민국 인천광역시 중구 용동) 출신이다. 열아홉에 경성보성고등보통학교를 졸업하였으며, 1927년(당시 23세)에 경성제국대학교 법문학부 철학과에 입학하여 미학·미술사를 전공했으며, 그 후 스물여덟살에 졸업했다. 이후 1932년부터 경성제국대학교 미학연구실의 조수(현재의 조교)로 1년간 근무하면서 국내의 중요한 고대 미술품의 조사와 연구에 힘썼다.
이후 1933년 3월부터 이듬해 1934년 3월까지 개성부립박물관 관장 서리를 지냈고, 이후 1943년 4월까지 어언 10여 년간 개성부립박물관 관장 등을 지냈다. 그의 주요 논문은 대부분 이 시기에 주로 발표되었으며, 이 때 그의 미술사 연구의 초점의 요소들 가운데 하나는 전국에 분포하고 있는 석탑이었다. 삼국 중 백제와 신라, 그리고 특히 통일신라 때의 석탑들을 양식론에 입각하여 체계화하였다. 이 연구의 결과물이 1937년 《조선 탑파의 연구(사후 1963년 《'한국탑파(韓國塔婆)의 연구'》라는 제목의 논저로 재출간.)》이다.
또한 1934년에 조직된 역사 연구회인 '진단학회'의 발기인 가운데 일원으로 참여하기도 했다.
1936년에 연희전문학교 문과 교수를 지내다가 이듬해 그만두고, 1937년에 교수직을 이직하여 이화여자전문학교의 문과 교수를 역임했으며, 이후 1941년에 교수직은 그만두었다.
주요 저서로는, 동양고고미술학 논저 《조선 미술사 논총》(1934년), 《대한제국 미술사급 미술 논고》(1935년, 사후 1963년 《한국 미술사급 미술 논고》로 재출간.), 《송도 고적》(1936년), 《조선 탑파의 연구》(1937년) 등이 있으며, 수필 《송도의 고적》(1940년) 등이 있다.

## 같이 보기

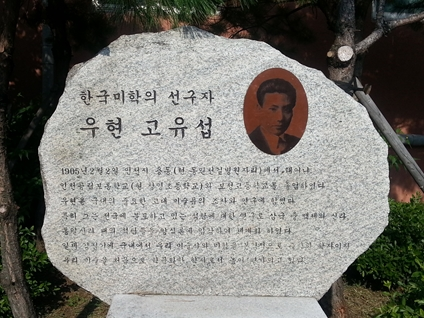
인천광역시 중구에 위치한 고유섭 푯돌

- 우현로
- 고려시보
- 개성부립박물관